# Nutring
Nutringe (auch: Stangendichtung oder Kolbendichtung) dienen als axiales Dichtelement zwischen Achse und Gehäuse, welche eine Rotations- oder Translatorische Bewegung ausführen können, wie z. B. in Hydraulik- oder Pneumatikzylindern. Sie zählen somit zu den Dynamischen Dichtungen. In der Regel bestehen sie aus Polyurethan oder Elastomer und sollten vor dem Einbau gefettet werden, um die Lebensdauer zu verbessern.

## Einteilung

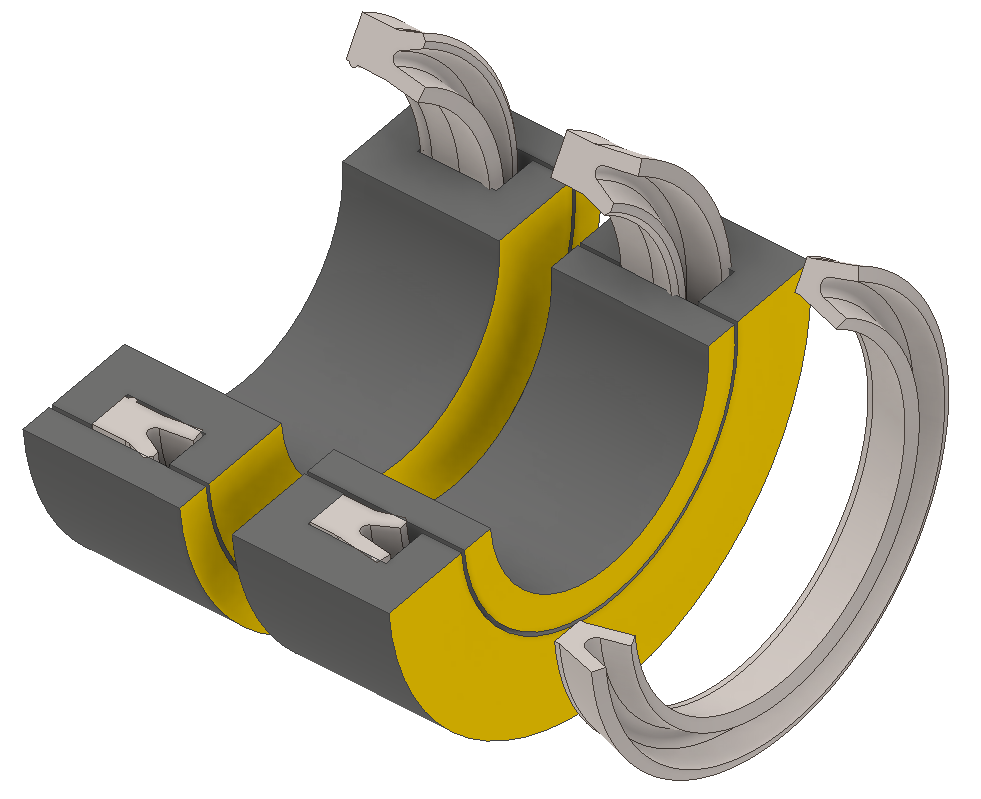
Drei Standard-Varianten des Nutring (v. l. n. r.): außendichtend, innendichtend, symmetrisch.

Nach Funktion werden Nutringe in innendichtend und außendichtend eingeteilt. Dies bezieht sich auf die Seite der Dichtlippe, welche auf der bewegten Fläche anliegt. Bei symmetrischen Nutringen ist auf die Angabe des Herstellers zu achten. Außendichtende Nutringe ermöglichen jedoch eine günstigere Fertigung, da sowohl der Einstich in der Achse, als auch die glatte Oberfläche der Bohrung keine große Herausforderung darstellen. Nach Bauform teilen meist die Hersteller ihre Produkte ein, da mit unterschiedlichen Querschnittsformen, Wandstärken und Winkeln verschiedene Eigenschaften erreicht werden können. Einige Eigenschaften sind: Reibung, zulässiger Druck, Einbauraum, Betriebstemperatur und chemische Beständigkeit. Erreicht wird dies unter anderem mit unterschiedlichen Materialien, sowie zusätzlichen Federelementen, welche den Anpressdruck ändern.

## Funktion
Die Funktion aller Nutringe beschränkt sich auf die axiale Dichtung zwischen zwei bewegten (zylindrischen) Bauteilen. Sie werden in eine rechteckige Nut eingelegt, sodass nur die Dichtlippe daraus hervorsteht. Diese drückt mit leichter Vorspannung gegen die Dichtfläche des Gegenstücks. Durch die V-Öffnung des Querschnitts wird der Nutring bei steigendem Druck weiter gespreizt, was die Dichteigenschaften weiter verbessert. Deshalb kann mit kleineren Druckunterschieden weniger Reibung erreicht werden. Da die Dichtung durch Schmutzpartikel erheblich beeinträchtigt wird, werden oft Abstreifer eingebaut. Manche Bauformen enthalten sogar einen eigenen Abstreifer auf der Gegenseite der Dichtlippe.

## Einbau
Beim Einbau sollte beachtet werden:
- korrekte Ausrichtung (Dichtlippe Richtung Druckseite)
- Ausreichend gefettet
- Dichtflächen auf Schäden überprüfen
- Schmutzpartikel beseitigen
- Falls ein Kleber verwendet wird, sollte unbedingt die Kompatibilität geprüft werden (chem. Beständigkeit)

Um außendichtende Nutringe von Hand über den Absatz der Welle zu stülpen, kann ein dünner Haken oder ein Seil als Werkzeug verwendet werden. Die Demontage erfolgt in der Regel zerstörend.